# تریسی پولن
تریسی جو پولن (به انگلیسی: Tracy Jo Pollan) (زاده ۲۲ ژوئن ۱۹۶۰) بازیگر آمریکایی است.
او در فیلم‌های سرزمین موعود، غریبه‌ای در میان ما، چراغ‌های روشن، شهر بزرگ و این کودک شما است بازی کرده است.
او همسر مایکل جی فاکس بازیگر مشهور کانادایی است.